# Saint-Romain-le-Noble
Saint-Romain-le-Noble är en kommun i departementet Lot-et-Garonne i regionen Nouvelle-Aquitaine i sydvästra Frankrike. Kommunen ligger i kantonen Puymirol som tillhör arrondissementet Agen. År 2022 hade Saint-Romain-le-Noble 401 invånare.

## Befolkningsutveckling
Antalet invånare i kommunen Saint-Romain-le-Noble
| Referens: INSEE |